# Laudonov Gaj
Laudonov Gaj är en skog i Kroatien.   Den ligger i länet Lika, i den centrala delen av landet, 130 km söder om huvudstaden Zagreb.